# メディア効果論
メディア効果論（メディアこうかろん）とは、メディアが人々の行動や意識に及ぼす影響に関する理論ないし研究。

## 主要な理論

### 強力効果論
強力効果説とも。マスメディアの影響は大きく、受け手に対して、直接的、即効的な影響を及ぼすという考え方の総称。「弾丸理論」、「皮下注射論」などとも呼ばれる。
20世紀になって、大衆化した新聞・雑誌・ラジオなどの、暴力的なメディアや、性的なメディアが、受け手を暴力的にしたり性的にしたりするという「強力効果説」の発想が、大衆的な通念として流通してきた。しかし過去の実証的研究で裏付けが取れたことはない。。

### 限定効果論
限定効果説とも。メディアの影響は、それほど大きいものではなく、間接的なものにとどまるとする理論。メディアは、多くの影響源のひとつとして効果を発揮するものと考えられ、特に受け手の既存の状態を強化する効果が指摘される。
限定効果説は、メディアの効果には、いくつかの媒介的要因（パラメーター）が存在すると考える。そのうち、重要な要因は、「選択的メカニズム」と「対人ネットワーク」である。
選択性メカニズム
人は、既存の態度と合致するか否かで、情報・メッセージへの接触や解釈を選択的に行うということを意味する。
例えば、もともと暴力的な素質を持った子供だけが暴力的メディアに反応し、暴力的な素質を持たない子供は暴力的メディアの影響を受けない。暴力的な素質を持った子供に対してメディアが引金を引かなくても、いずれ別の要因が引金を引く。だから、メディアを除去することは何の解決にもならない。
対人ネットワーク
人は、自らの準拠集団内の規範と照らし合わせて、特定の情報・メッセージを受容したり拒絶したりするということを意味する。
例えば、親しい者とコミュニケーションしながらテレビを見たり、テレビを見た後にコミュニケーションする親しい者の影響が大きい。メディアの内容よりも、むしろ受容環境（どのような意見の人と一緒にメディアを見るか）が大事なポイントであるとされる。
1960年に、ジョセフ・クラッパーが数多くの実証的な社会調査を積み重ねた上で提唱した限定効果論が、強力効果論に替わり、学会の主流学説になったとされる。

### 新しい効果理論
1970年代になり、限定効果論を見直す形で、「新しい効果理論」「新・強力効果論」と総称される理論が提唱されている。限定効果論が、主に「説得的効果」のみを研究対象としており、メディアのもつその他の効果については想定されていないことの反省から検討され始めた。新しい効果理論（新・強力効果論）と呼ばれる理論には、次のようなものがある。
議題設定機能仮説
マス・メディアは、受け手の公共的争点に対する態度に対し直接的な影響を与えることはなくても、「何が重要な争点であるか」（議題）について公衆の関心に影響を与える機能（議題設定機能）があるとする仮説である。すなわち、受け手が「考える内容」ではなく、「考えるべき内容」に対して影響を与えるとするものである。1972年にM・マックウムとD・ショーによって提唱された。マックウムらは、1968年アメリカ合衆国大統領選挙に際して行った実証研究により、「メディアが強調した争点」と「選挙民の関心が高い争点」の間に、強い相関があることを明らかにした。
沈黙の螺旋過程仮説
孤立への恐怖が人の行動を動機づける重要な要因であることを前提に、人は、特定の争点につき、多数派であると考えられる主張は積極的にして、少数派であると考えられる主張については孤立を恐れて沈黙するという仮説である。この際、メディアを媒介として自己の環境を知覚した場合、メディアに合わせて意見が形成される可能性があると考えられる。

培養分析
主にテレビの影響力に注目し、「テレビ視聴の反復性や非選択性により、テレビは社会において何が現実であるか、という共有された現実感覚を『培養』していく」（培養効果）と考え、現実認識への影響を明らかにするための分析。ガーブナーにより提唱され、実証的研究がすすめられた。例えば、テレビでは現実社会に比して多くの暴力シーンが描かれているが、視聴者の現実認識について分析してみると、テレビの視聴時間が長い人は、「暴力に巻き込まれる頻度」について、より高く見積もる傾向があると指摘されている。
情報処理アプローチ
人の情報処理過程に注目したアプローチ。先行する情報処理は、後続する情報処理に影響を与える（プライミング効果）ところ、メディアによって報道・強調された争点が、それ以降の人の判断に大きな影響を与えると考える。
メディアシステム依存理論
メディアの影響を、それ単独ではなく、他の社会システムとの相互依存関係に注目して検討する理論。ボール＝ロキーチとドゥ＝フレールによって提唱されたこの理論は、マス・メディアを情報システムと捉えて、その影響力を当該メディアそのものではなく他の社会システムやメディア・ユーザーとの関係性から検討しているところにその特徴がある。メディアシステム依存理論によれば、メディア・ユーザーがある特定の情報を必要としていて、かつその情報をメディアが持っているときに、そのユーザーのメディアへの依存は高まり、メディアの影響力が強まる傾向がある。

## メディアと犯罪
メディア（特に暴力的な情報）と犯罪との関連性については、2つの相反する仮説がとなえられている。
犯罪性促進説
メディアにおける暴力に接することによって、視聴者の攻撃性や暴力性が高められ、犯罪を増加させるとする見解。
自己浄化説
カタルシス説ともいう。メディアにおける暴力に接することによって、視聴者はストレスが解消され、犯罪を抑止する効果があると考える見解。
前者については、1998年には、日本政府の「青少年と放送に関する調査研究会」が調査報告をまとめ、アメリカの公衆衛生局長官が1972年に、「暴力番組視聴は10年後の暴力傾向に影響を与える」と結論付けた事例などを報告した。
一方、後者については、特にゲームにおいて、実際には犯罪率を下げるだろうといった意見や報告が存在する。